# Protea angustata
Protea angustata är en tvåhjärtbladig växtart som beskrevs av Robert Brown. Protea angustata ingår i släktet Protea och familjen Proteaceae. Inga underarter finns listade i Catalogue of Life.